# Musée des Beaux-Arts d’Arras

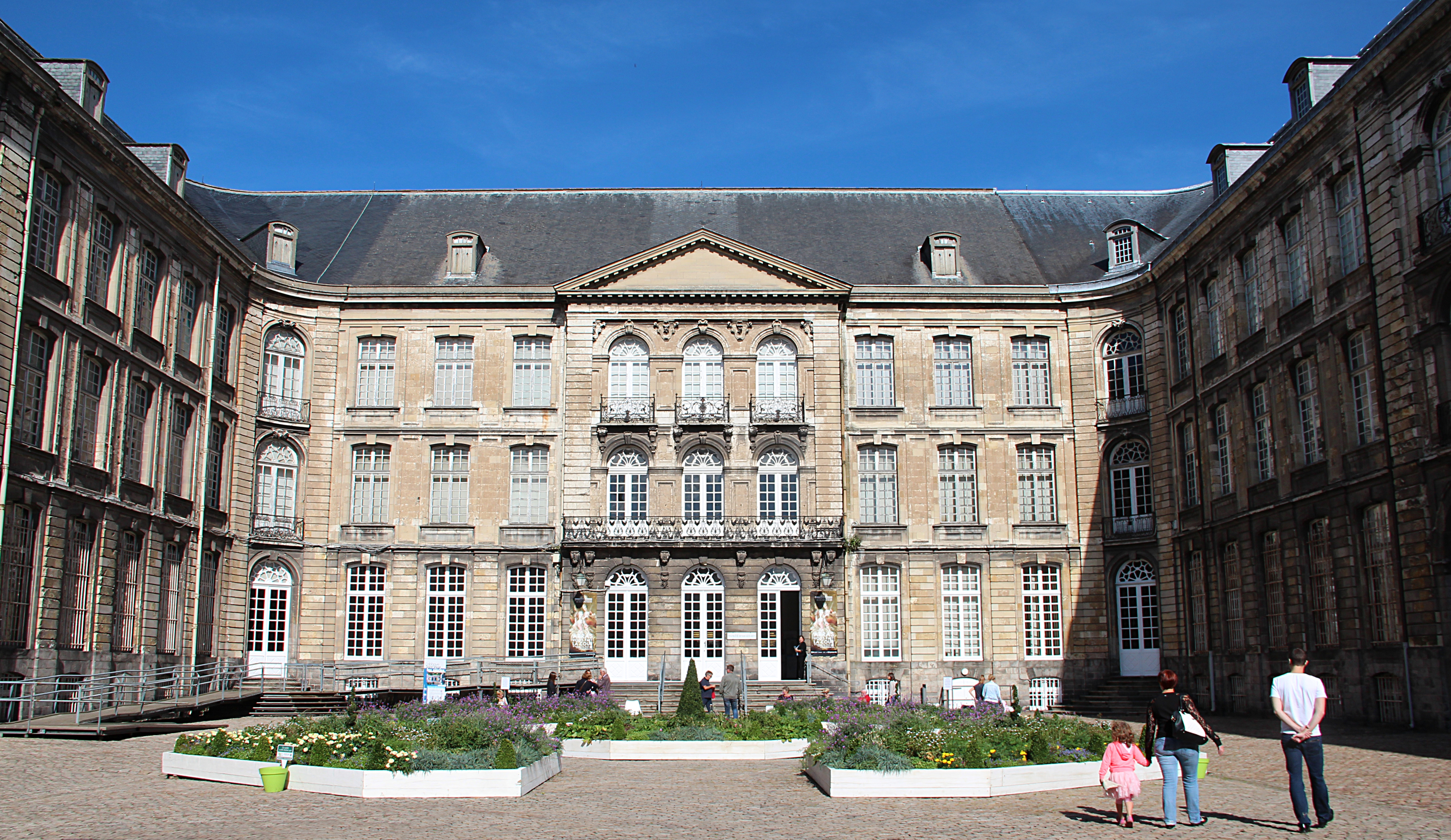
Arras, Abtei Saint-Vaast

Das Musée des Beaux-Arts d’Arras ist das Kunstmuseum in Arras. Es gründete sich im Jahr 1795 nach revolutionären Pfändungen und befindet sich seit 1825 in der ehemaligen Abtei Saint-Vaast in Arras (Pas-de-Calais, Hauts-de-France). Seit dem 4. Dezember 2023 ist das Museum für eine umfassende Renovierung geschlossen. Die Neueröffnung ist für 2030 vorgesehen.

## Die Sammlungen

### Malerei
In der Sammlung der Malereien finden sich Werke aus der flämischen und holländischen Schule mit Jehan Bellegambe, Pieter Brueghel der Jüngere, Peter Wtewael, Balthasar van der Ast, Peter Paul Rubens, Gerard Seghers, Jacob van Es, Barent Fabritius, Nicolaes Maes und Gerbrand van den Eeckhout, aus der italienischen Schule namentlich Jacopo Bassano und die Leinwände der Serie Neun Musen von Giovanni Baglione sowie französische Werke von Künstlern wie Claude Vignon, Philippe de Champaigne, Gaspard Dughet, Jean Jouvenet, Sébastien Bourdon, Laurent de La Hyre, Charles Le Brun, Joseph Parrocel, Nicolas de Largillière, Jean-Baptiste Oudry, Charles André van Loo, Louis Joseph Watteau, Joseph-Marie Vien, Camille Corot, Théodore Rousseau, Théodore Chassériau, Eugène Delacroix etc.
Einige der ausgestellten Werke sind:
- Grablege, Jan Cornelisz Vermeyen (1510)
- Triptychon der Anbetung des Jesuskindes, Jehan Bellegambe, Öl auf Holz (1528)
- Heiliger Franziskus empfängt die Stigmata, Rubens, Öl auf Leinwand (1615)
- Darstellung der Jungfrau im Tempel, Philippe de Champaigne, Öl auf Leinwand (Tarpisseriekarton)
- Beweinigung Christi, Aubin Vouet
- Tod des Kato, Charles Le Brun, Öl auf Leinwand (1646)
- Der Tod der Kinder von Bethel, Laurent de La Hyre (1653)
- Verkündigung, Charles Poerson (1650er Jahre)
- Heiliger Johannes predigt in der Wüste, Joseph Parrocel
- Achilles bricht zum Kampf auf nach dem Tod von Patrokles, Öl auf Leinwand, James Durno
- Porträt einer jungen Frau, Öl auf Leinwand, Jacques Augustin Catherine Pajou (1803)
- Anhänger und heilige Frauen heben den Körper des Heiligen Stephan, um ihn zu bestatten, Eugène Delacroix
- Weide bei Sainte-Catherine, nahe Arras, Camille Corot, (um 1855)
- Die Segnung des Getreide bei Artois, Jules Breton, Öl auf Holz (1857)
- Ein Musketier, Jan Van Beers, Öl auf Leinwand (1874)
- Cäsar, Adolphe Yvon, Öl auf Leinwand (1875)
- Die Ährenleserin, Jules Breton, Öl auf Leinwand (1877)
- Der Große Platz von Arras, an einem Markttag, Charles Desavary, Öl auf Leinwand (1878)
- Der Maler Désiré Dubois malt im Freien, Constant Dutilleux, Öl auf Leinwand
- Der Strand, Virginie Demont-Breton, Öl auf Leinwand (1883)

Französische Malerei
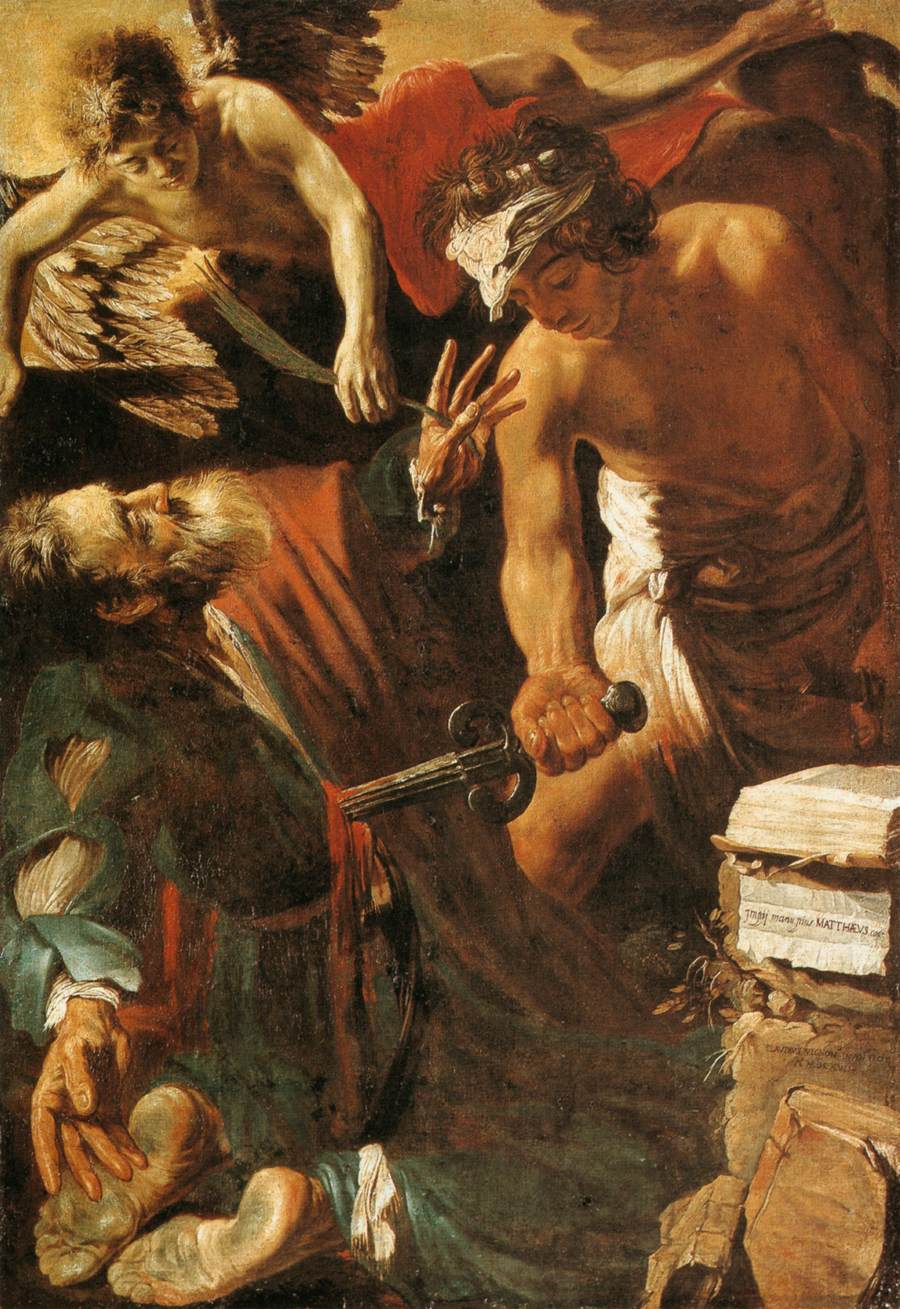
Martyrium des Heiligen Matthäus 1617 Claude Vignon
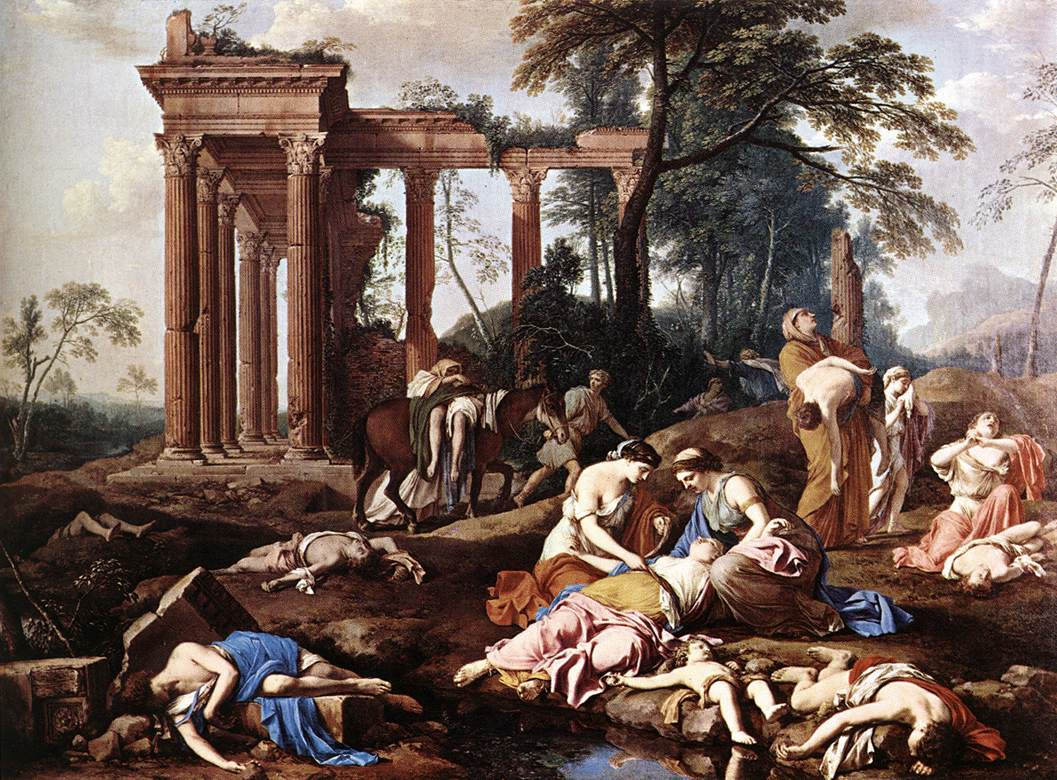
Der Tod der Kinder von Bethel 1653 Laurent de La Hyre
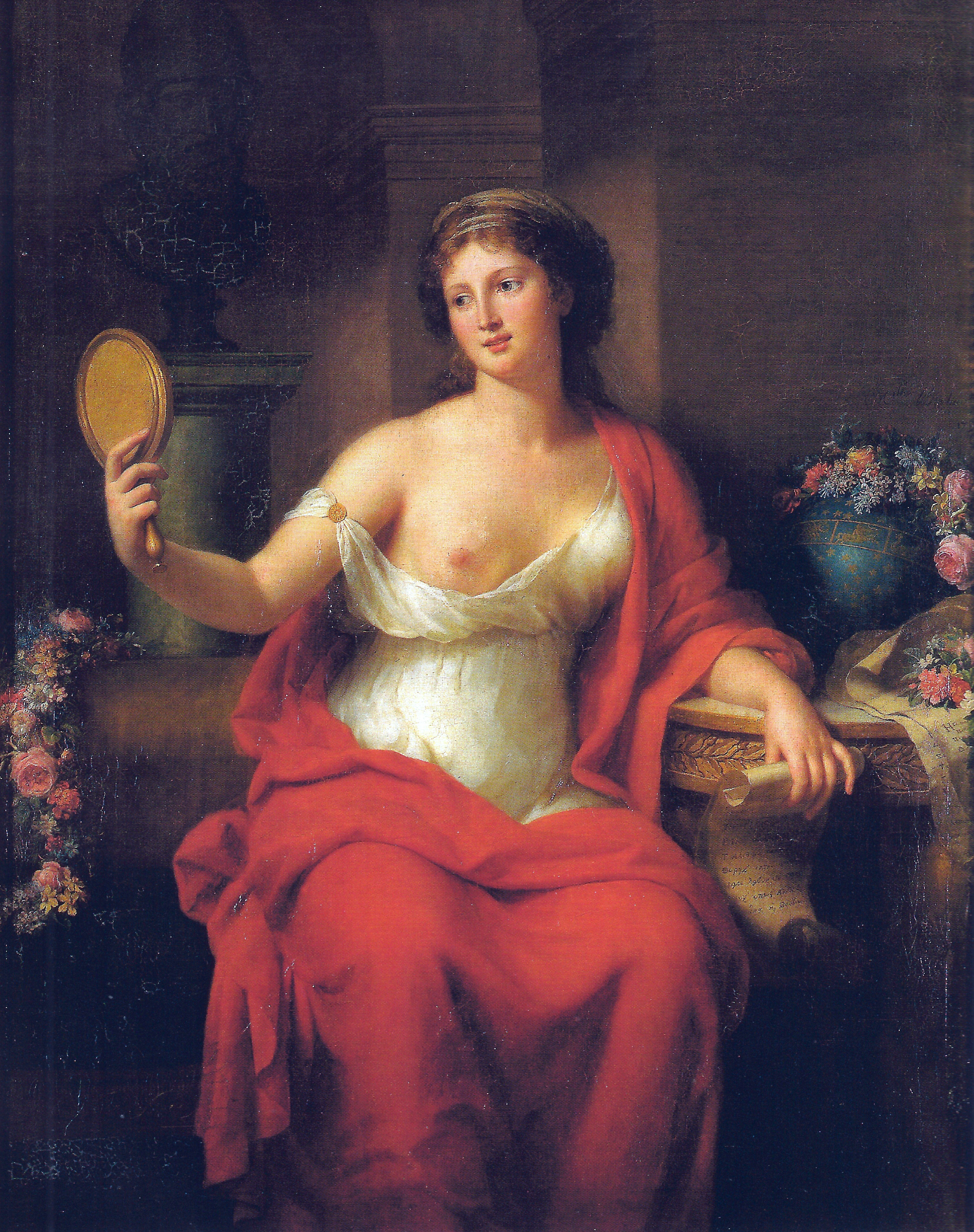
Selbstporträt als Aspasia 1794 Marie-Geneviève Bouliard
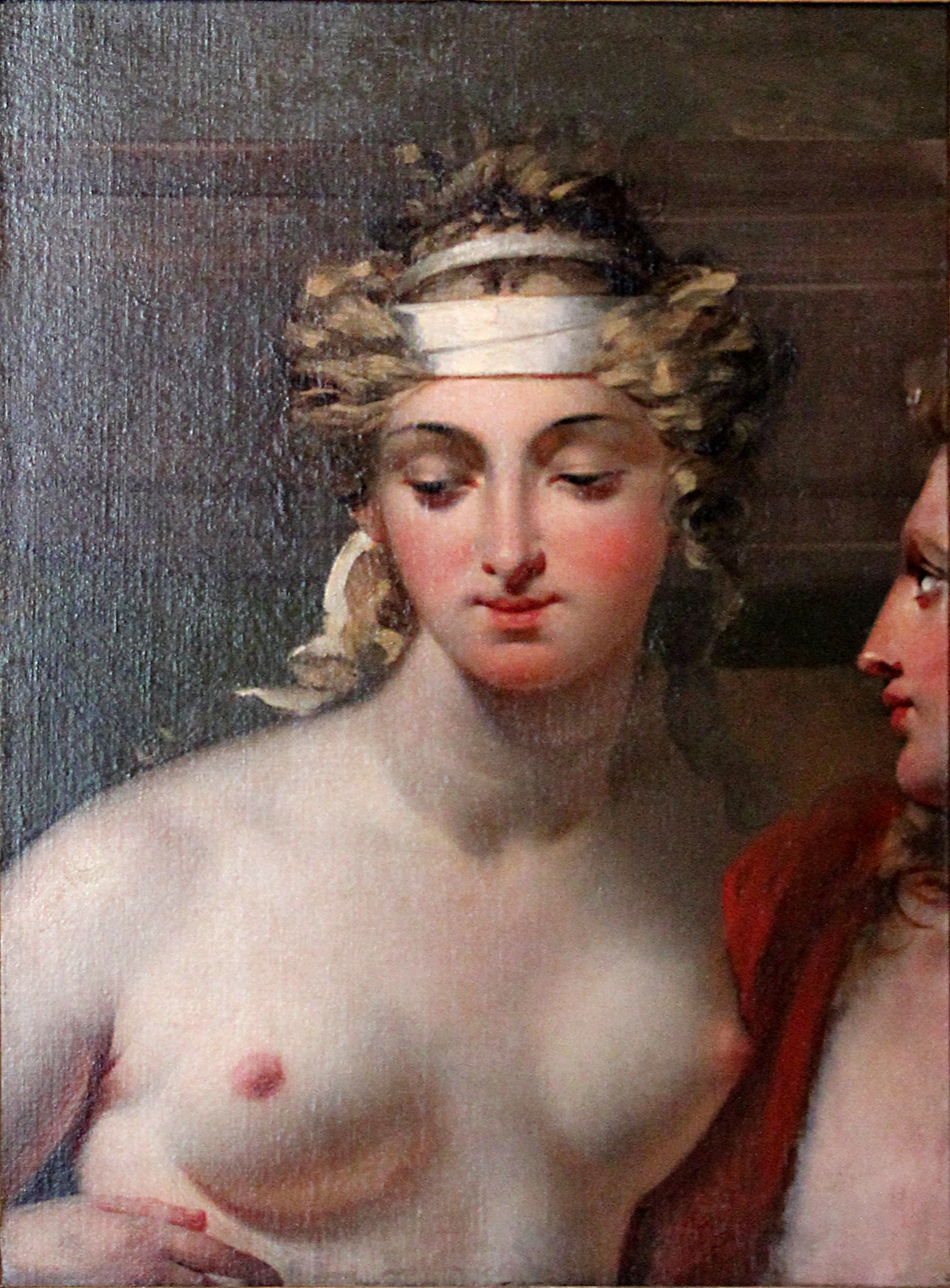
Helena und Paris 19. Jahrhundert Antoine-Jean Gros
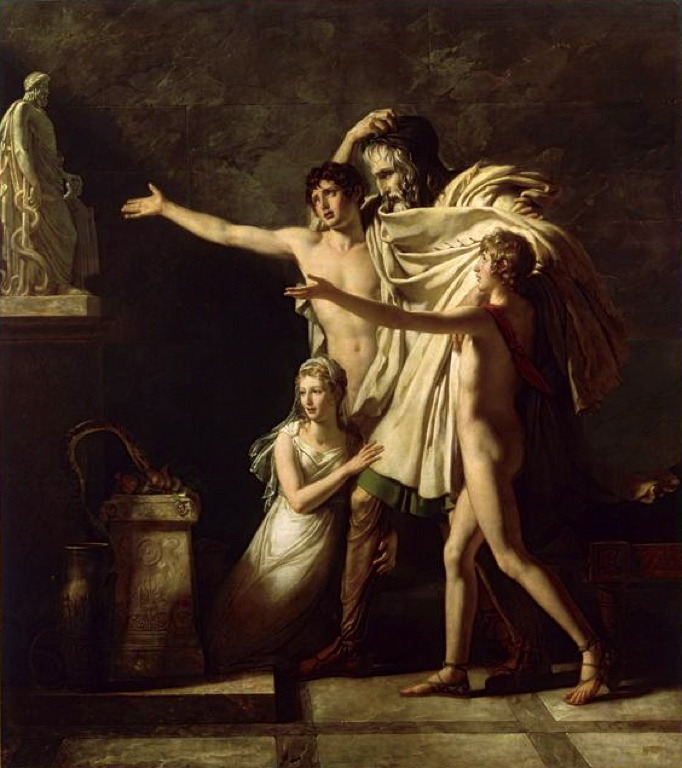
Opfergabe für Äskulap 1803 Pierre-Narcisse Guérin
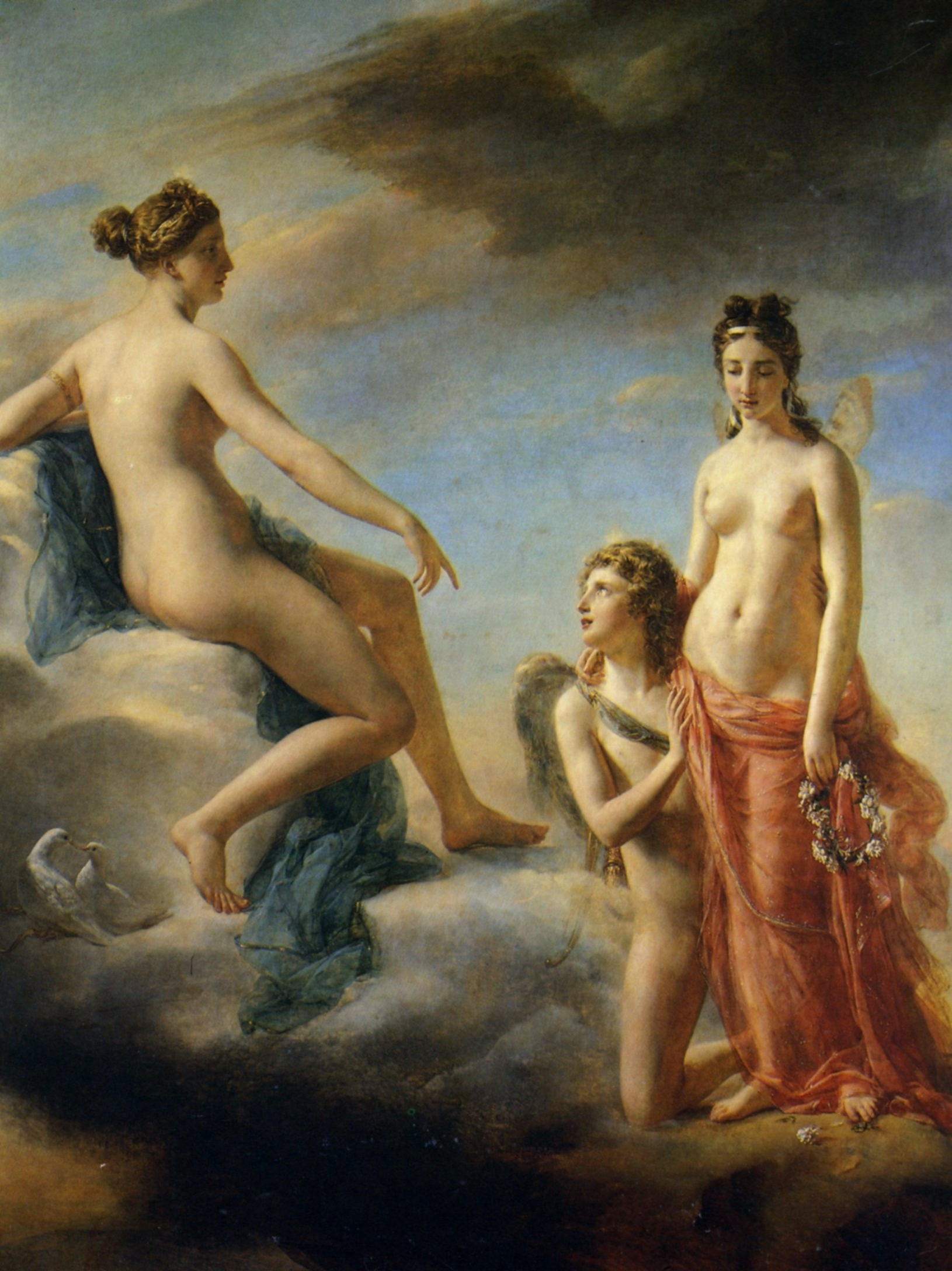
Amor fleht Venus an, sich bei Psyche zu entschuldigen 1827 Georges Rouget

Holländische Malerei
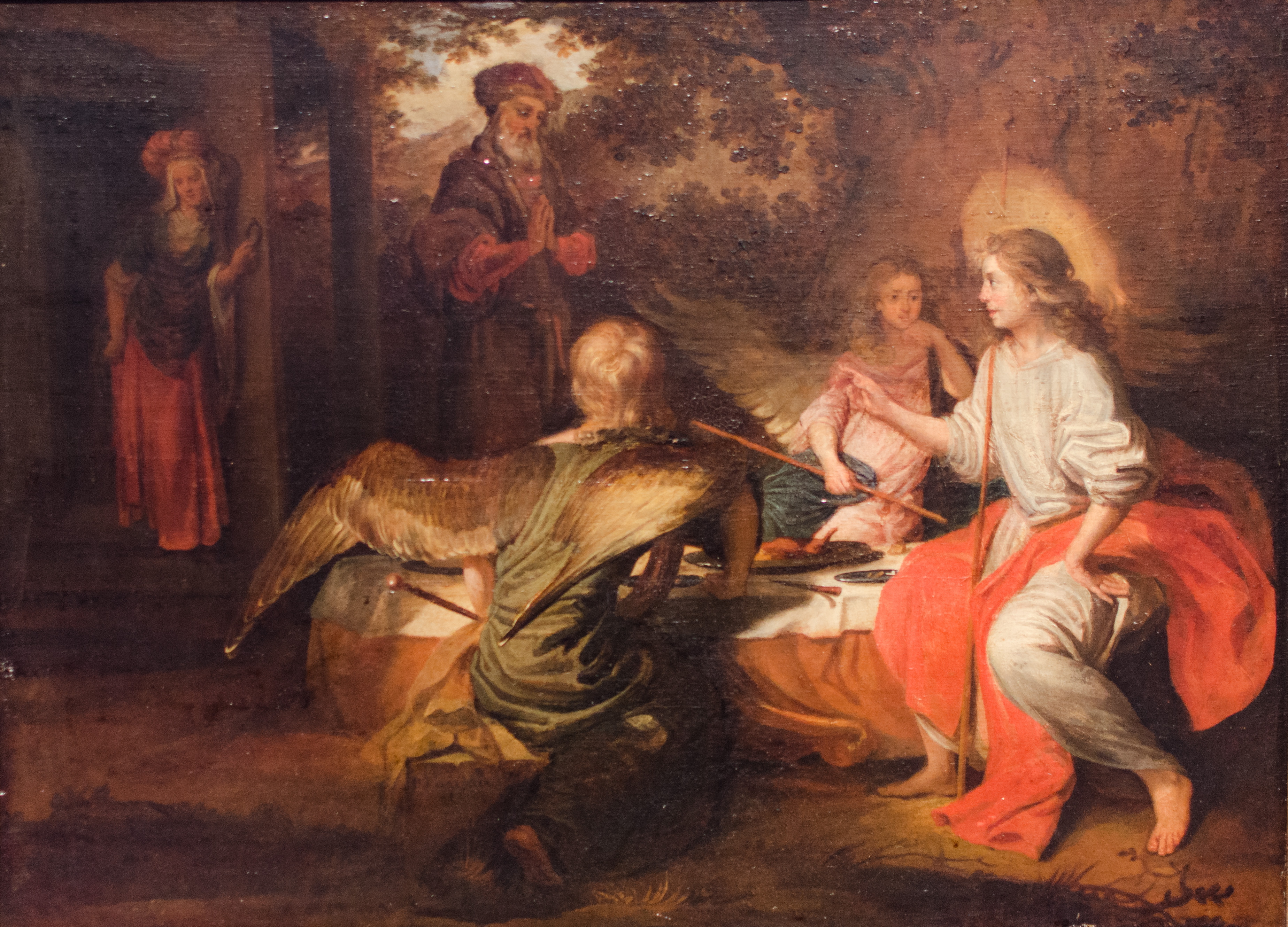
Drei Engel bei Abraham 1664 Barent Fabritius
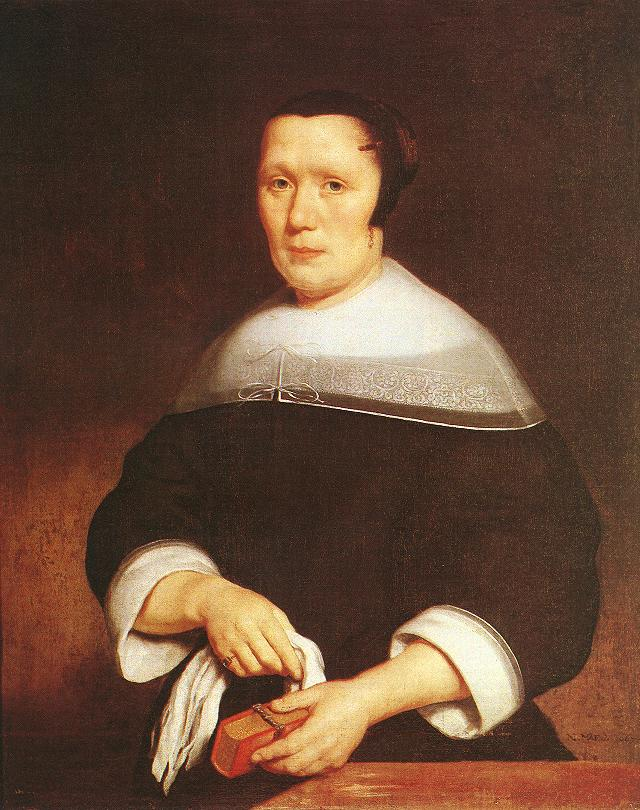
Porträt einer Frau 1667 Nicolaes Maes

Flämische Malerei
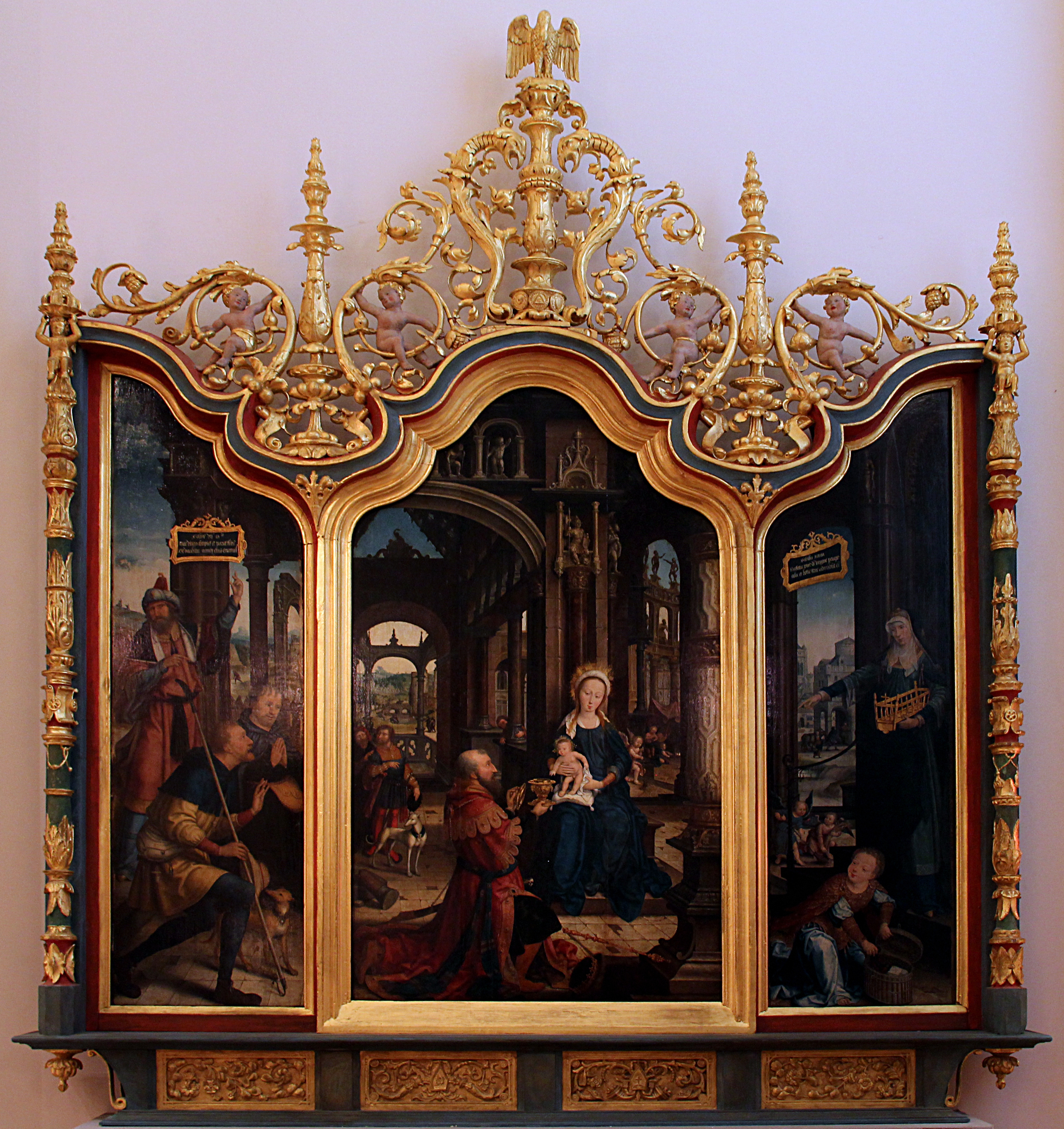
Anbetung des Jesuskindes um 1528 Jehan Bellegambe
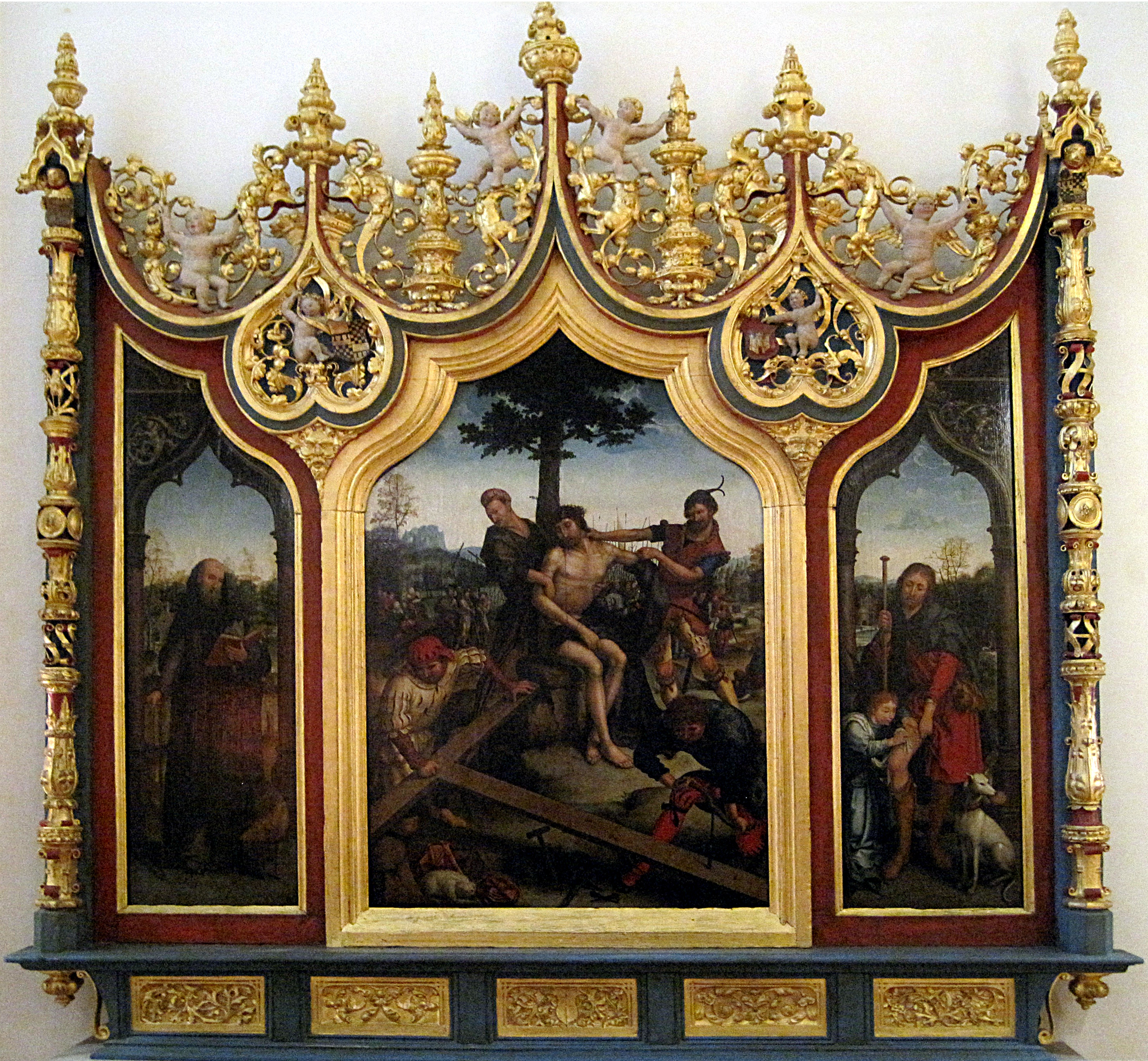
Christus mit seinen Peinigern zwischen 1530 und 1540 Jehan Bellegambe
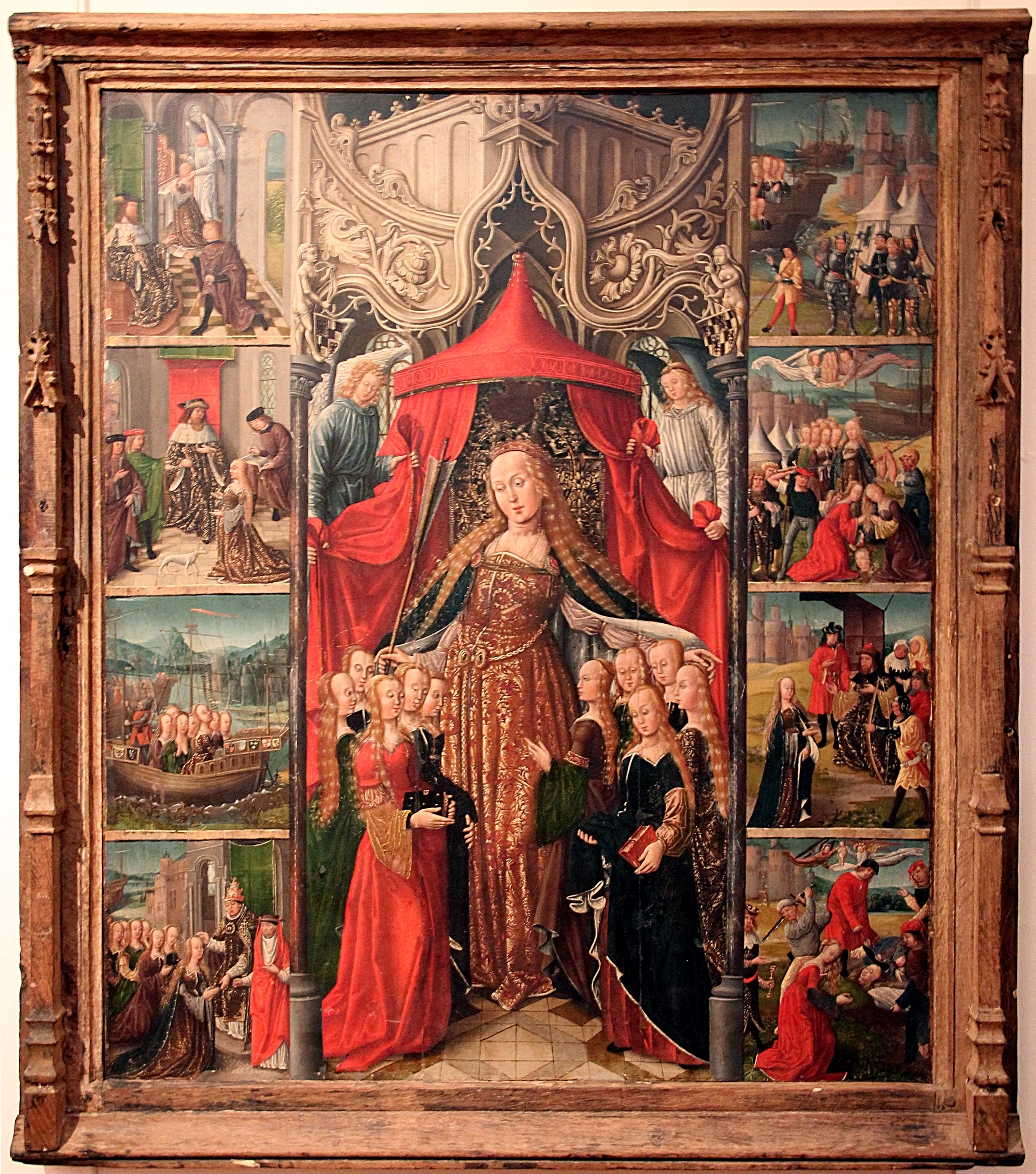
Legende der Heiligen Ursula und die elftausend Jungfrauen Ende des 15. Jahrhunderts oder Anfang des 16. Jahrhunderts unbekannter Maler
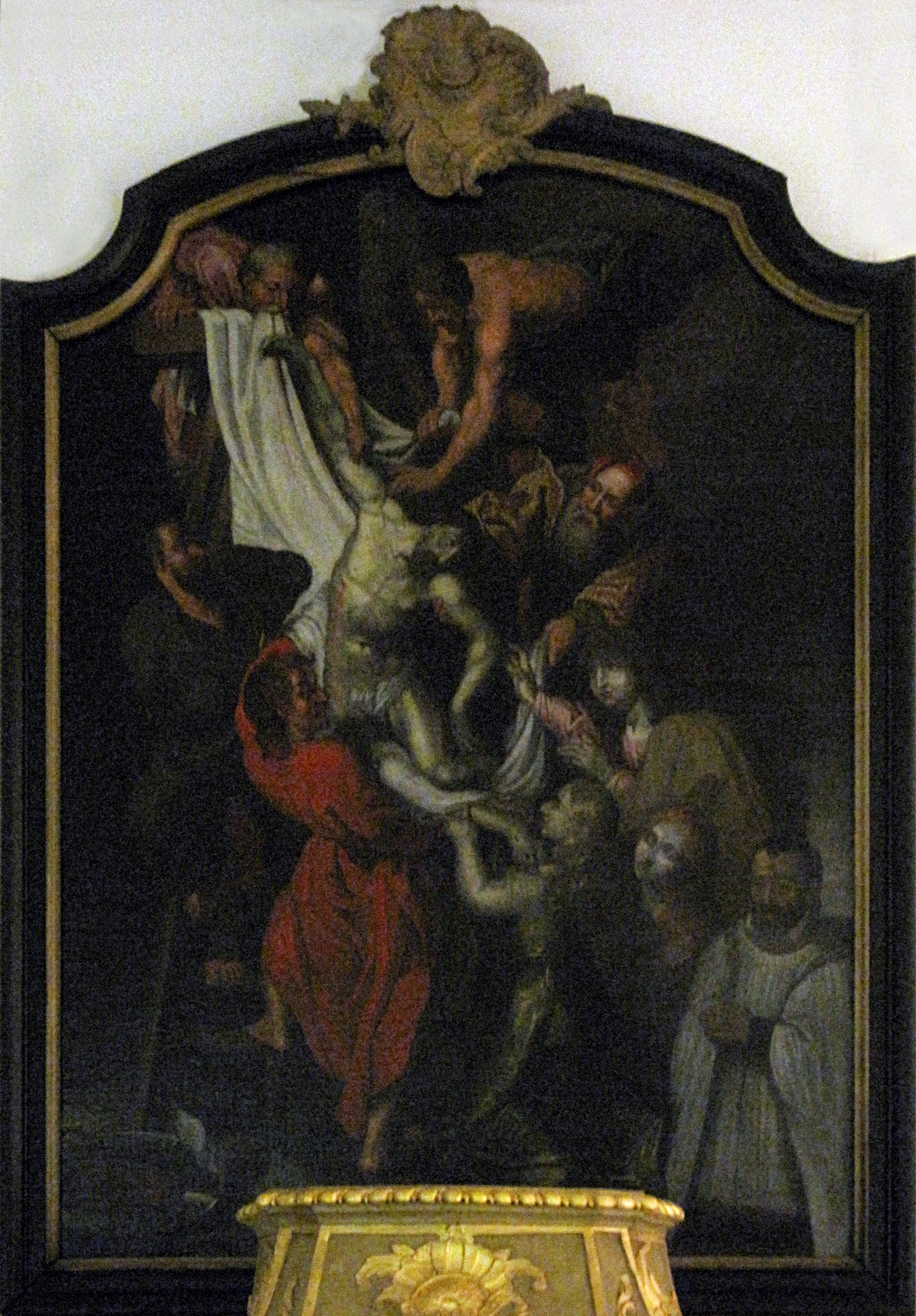
Die Kreuzabnahme Peter Paul Rubens

Landschaften
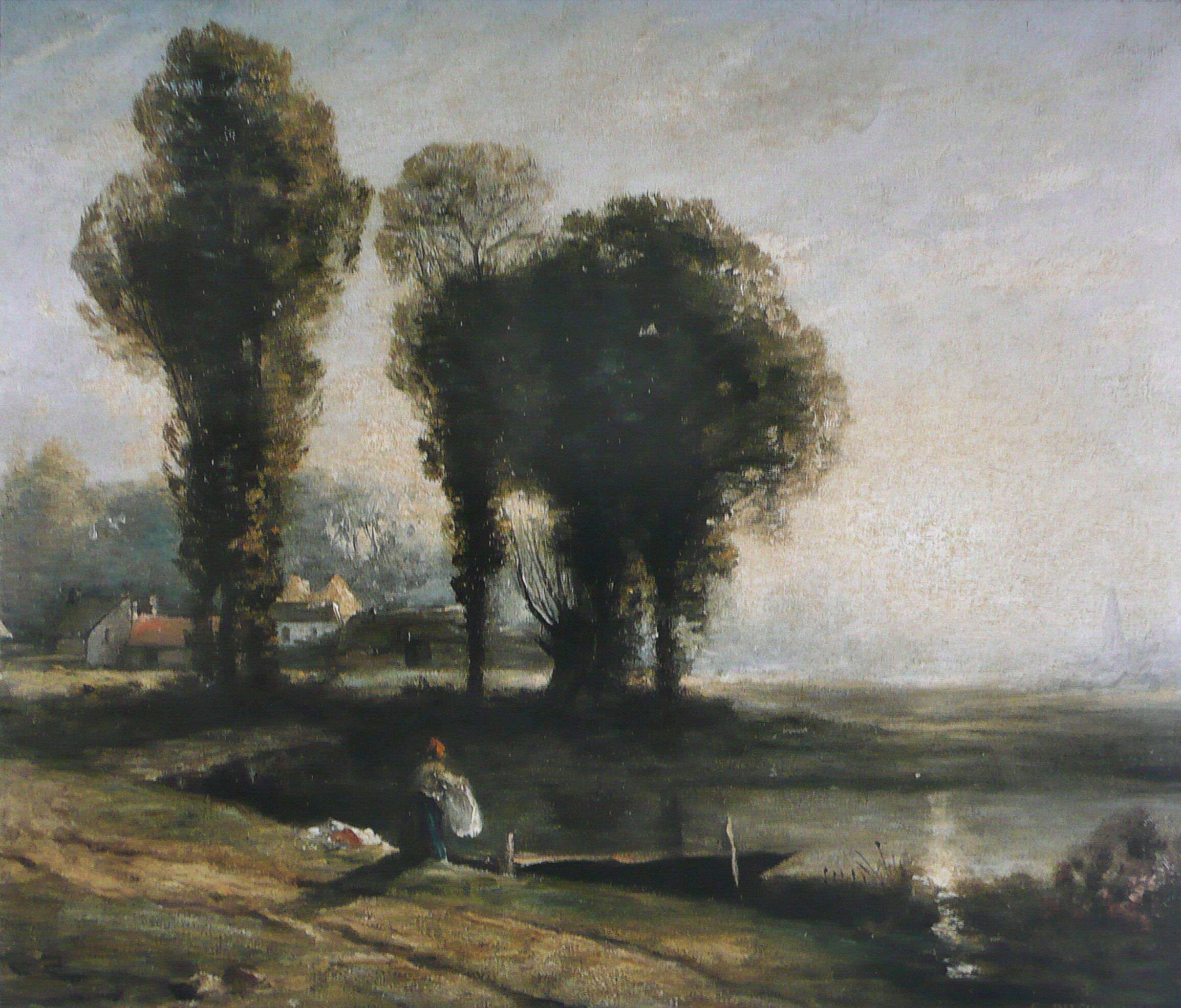
Ufer der Scarpe, 1860 Constant Dutilleux.
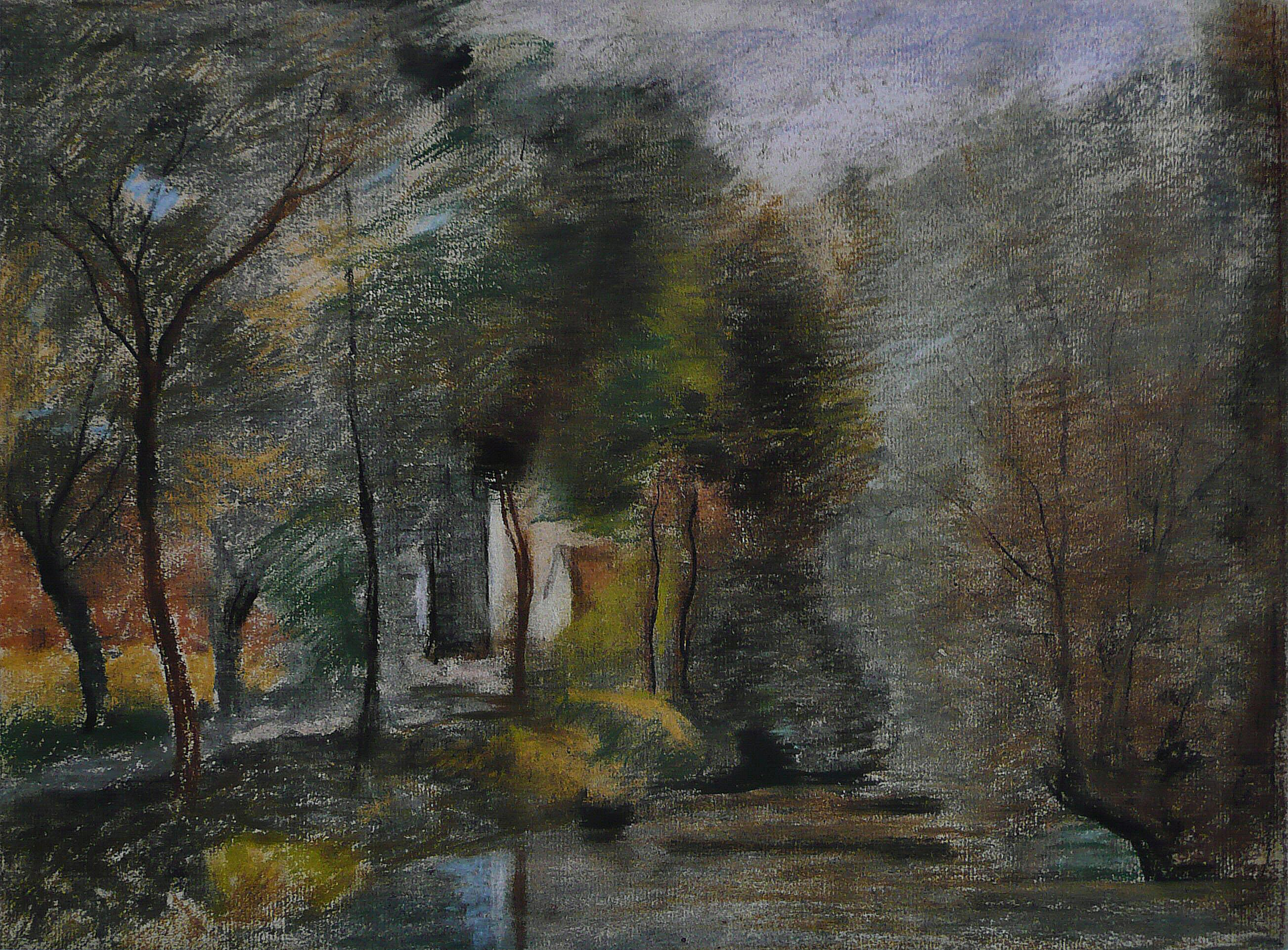
Landschaft in Lambres, 1865 Constant Dutilleux.
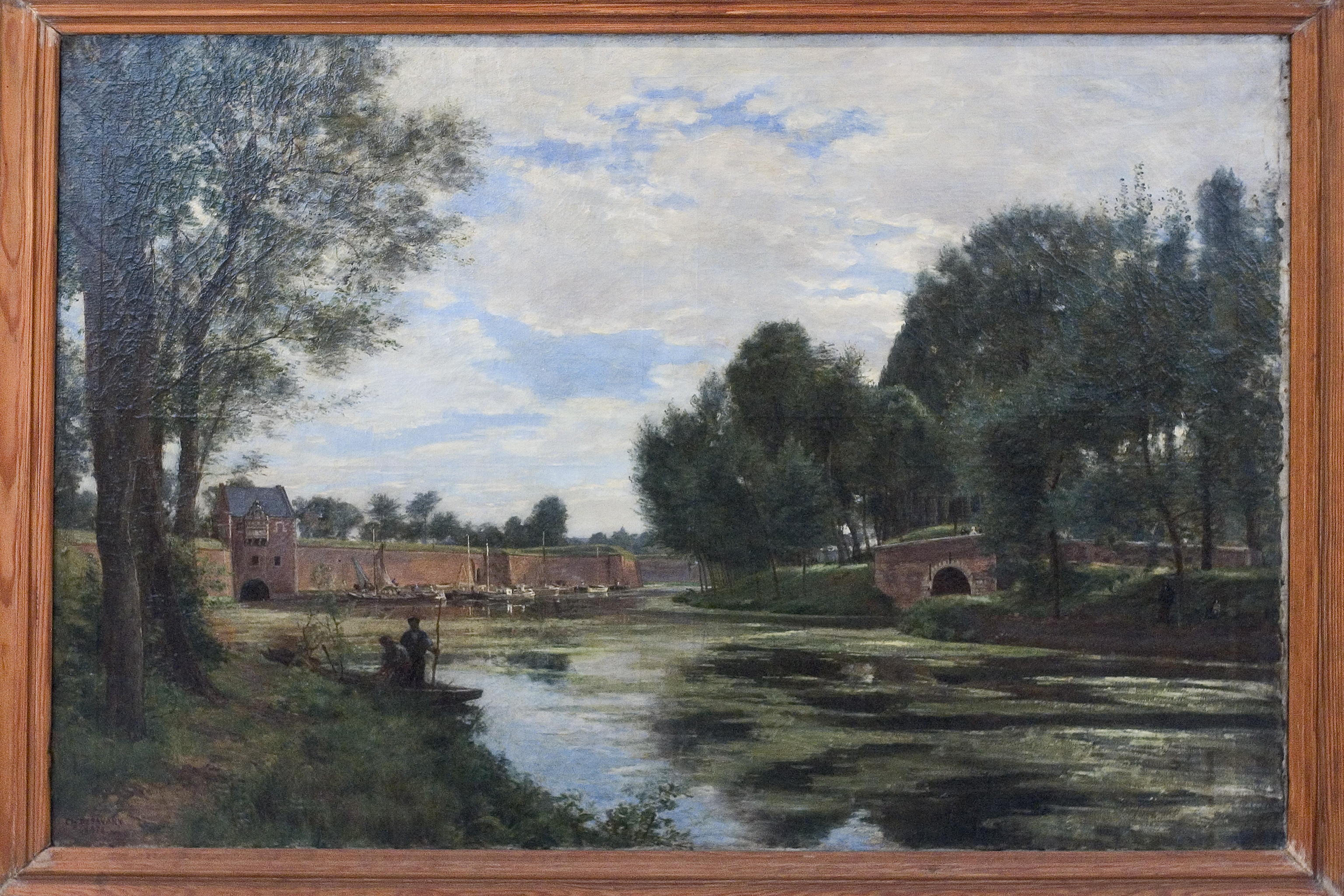
Das Wassertor und die Sandsteinbrücke in Arras Charles Desavary
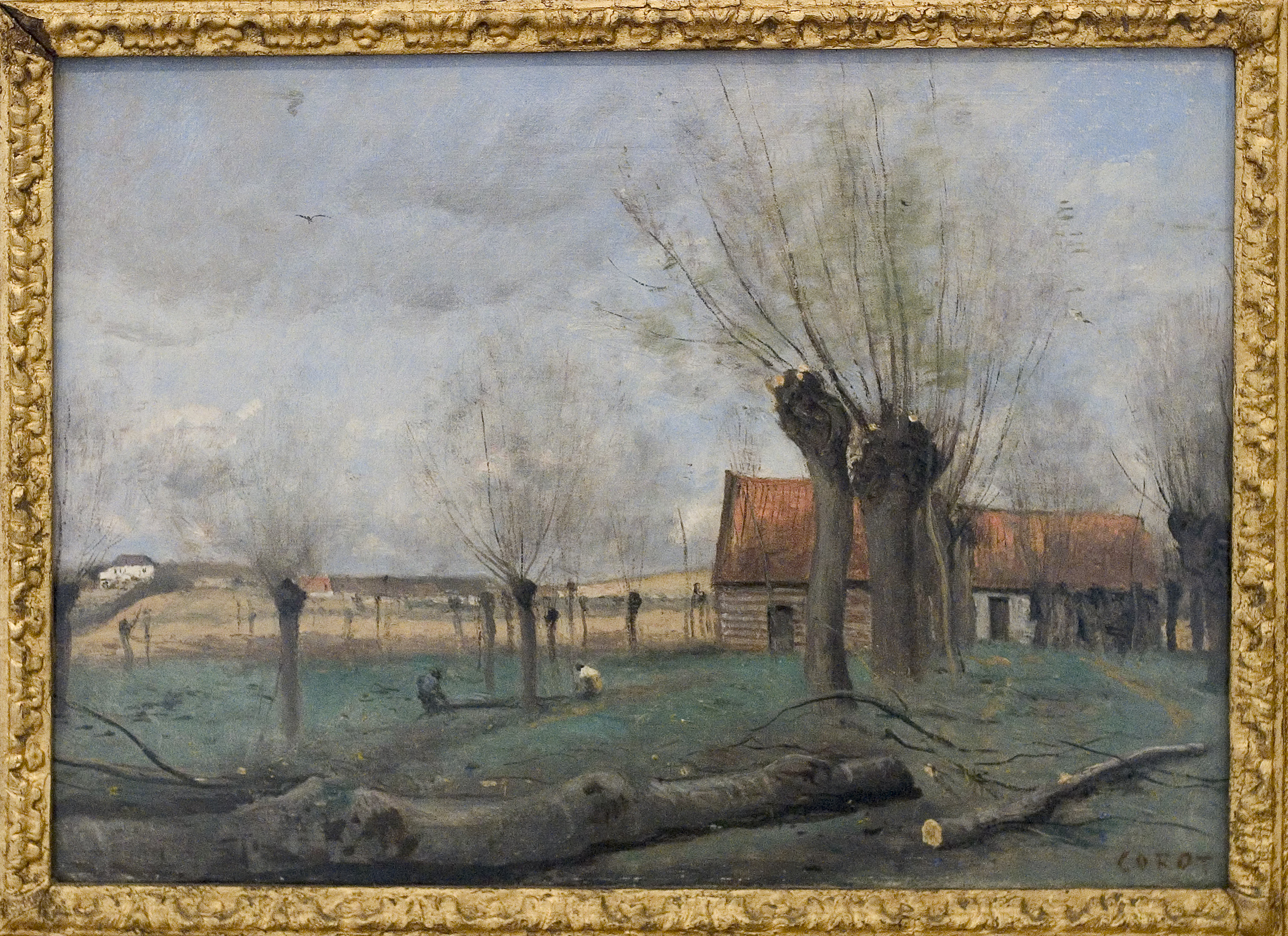
Weide in Sainte-Catherine nahe Arras Camille Corot

Im Museum befindet sich eine gemalte Serie der neun Musen von Giovanni Baglione, die 1621–1623 zunächst für Ferdinando Gonzaga Herzog von Mantua angefertigt wurde. Er bot sie Maria de Medici an, um in ihrer Gunst aufzusteigen. Sie befindet sich heute im Museum in Arras mit Ausnahme des Gemäldes, das Melpomene, Muse der Tragödie, zeigt. Es ist heute verschollen.

Die Musen von Giovanni Baglione
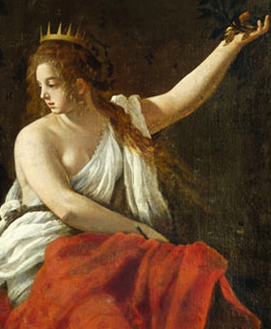
Kalliope, Muse der Redekunst
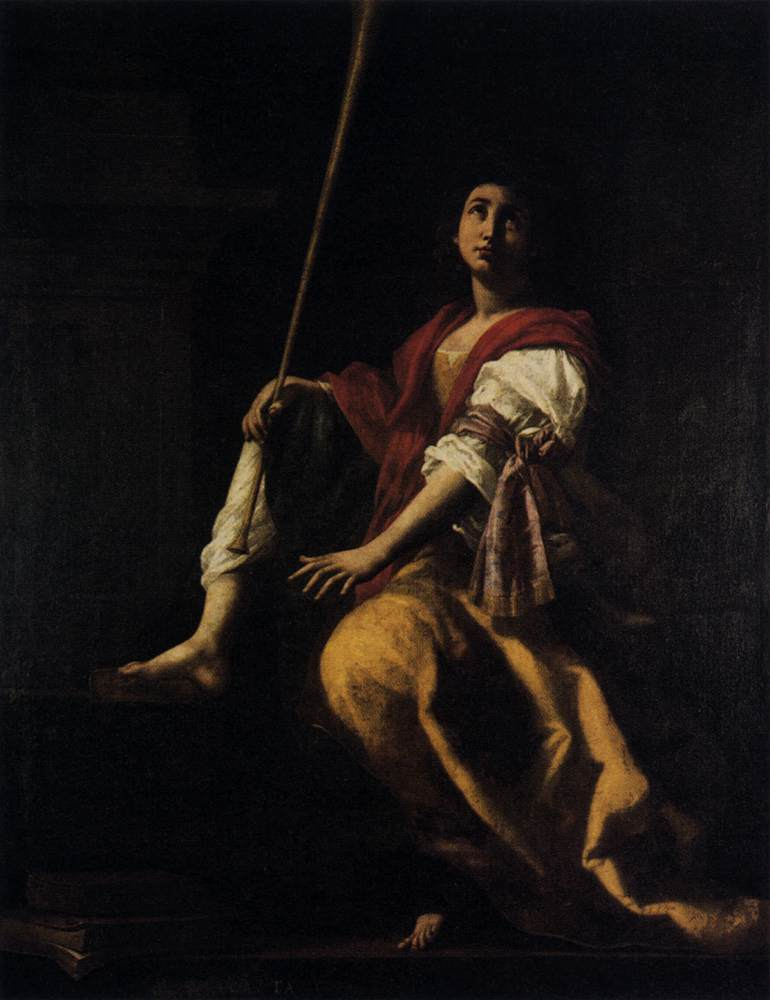
Clio, Muse der Geschichte
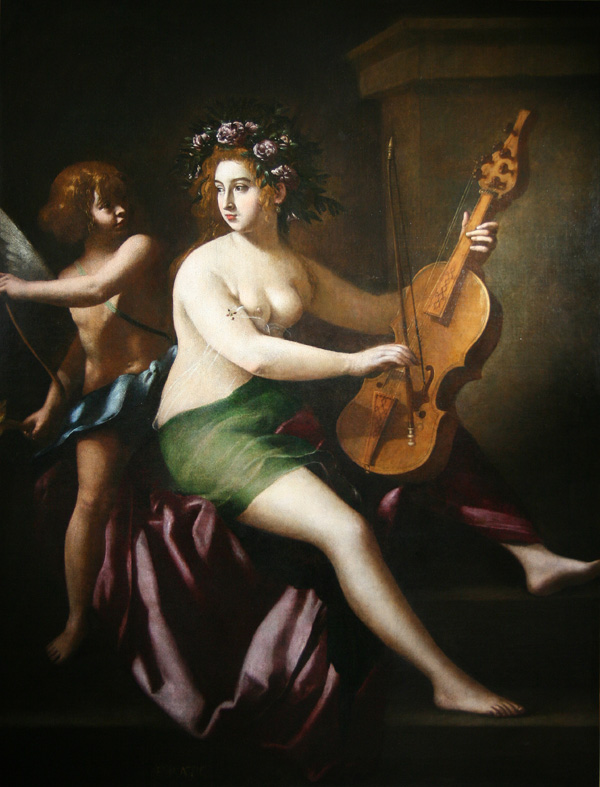
Erato, Muse der Elegie
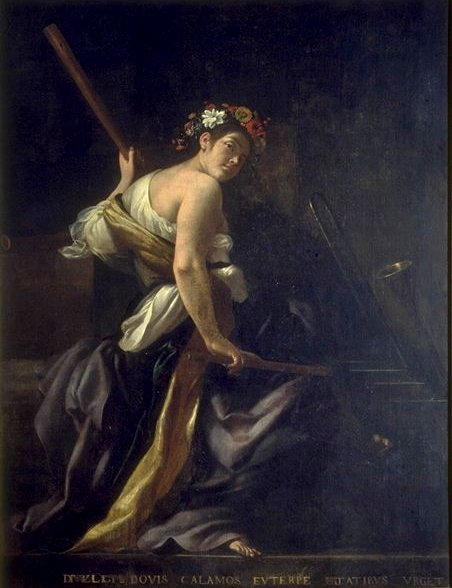
Euterpe, Muse der Musik
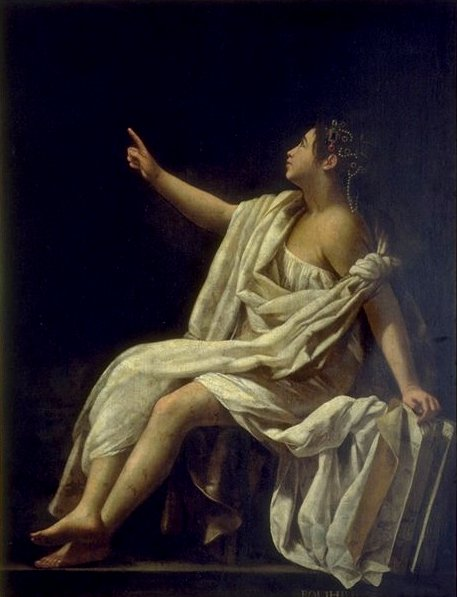
Polymnie, Muse der Poesie
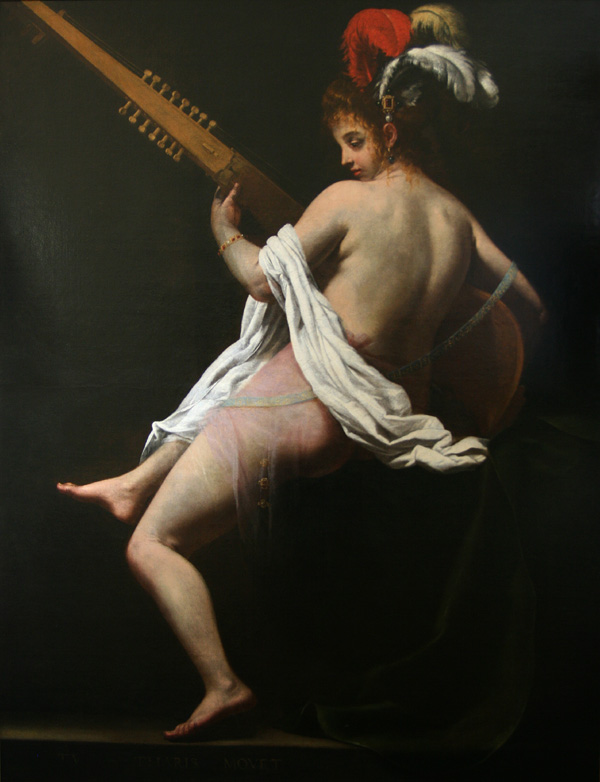
Terpsichore, Muse des Tanzes
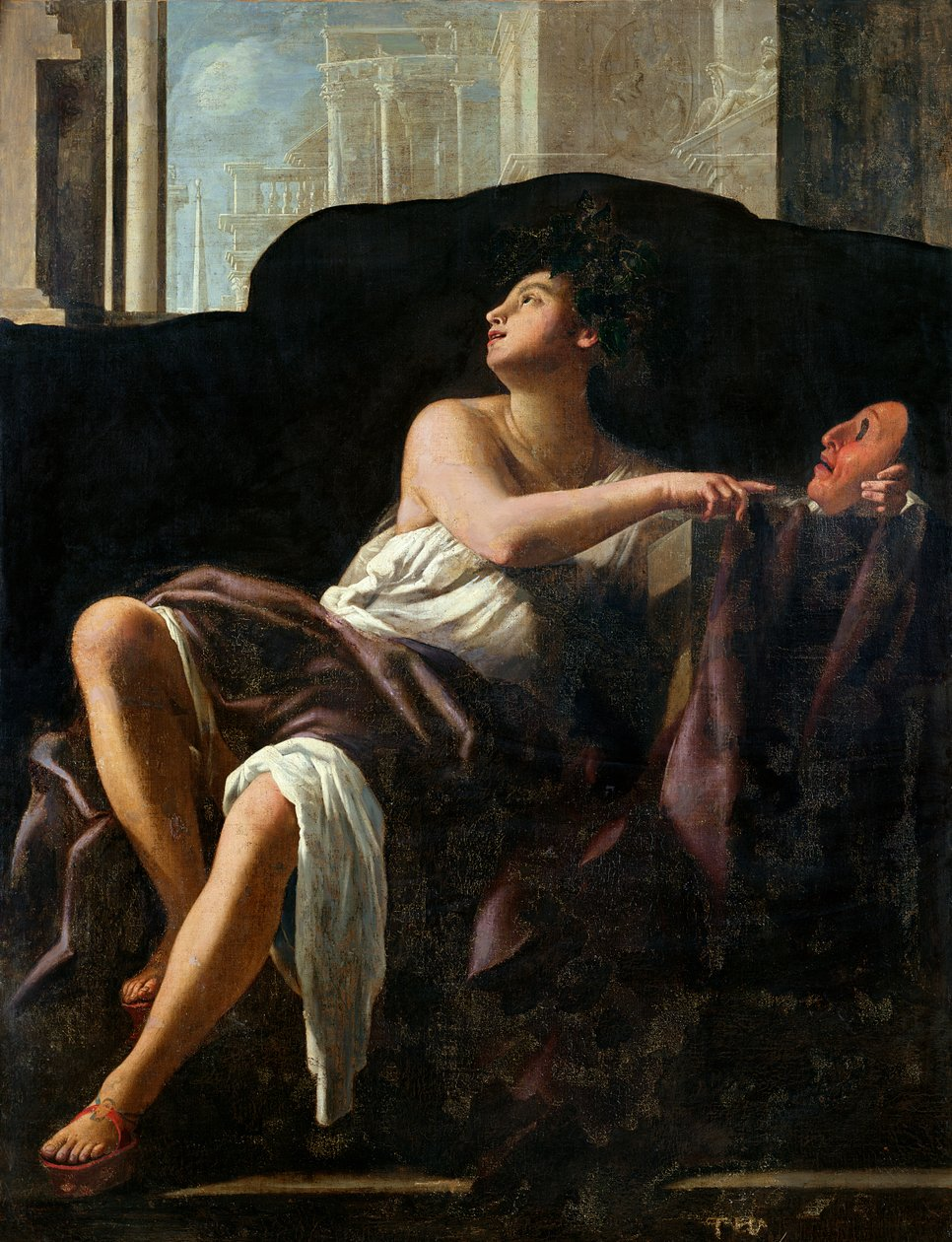
Thalie, Muse der Komödie
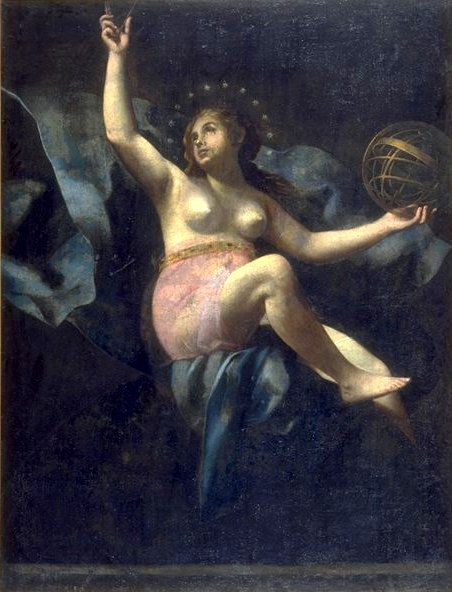
Uranie, Muse der Astronomie

Das Museum besitzt außerdem vierzehn Mays, die aus Notre Dame de Paris stammen und 1938 vom Louvre ins Depot gebracht wurden. Nur sieben sind ausgestellt.
- Heiliger Paul und Heiliger Barnabas in Lystra, Michel Corneille der Ältere (May von 1644)
- Das Wunder von Heiligen Paul aus Ephesus, Louis Boullogne d. Ä. (May von 1646)
- Das Martyrium des Heiligen Simon, Louis Boullogne d. Ä. (May von 1648)
- Heiliger Petrus erweckt die Witwe Tabitha zu neuem Leben, Louis Testelin (May von 1652)
- Die Ekstase des Heiligen Philip, Thomas Blanchet (May von 1663)
- Die Berufung des heiligen Petrus und des heiligen André, Michel Corneille der Jüngere (May von 1672)
- Christus heilt einen Gelähmten von Bethesda, Bon Boullogne, (May von 1678)
- Der Centurion zu Füßen Christi, Louis de Boullogne der Jüngere (May von 1685)
- Jesus vertreibt die Händler aus dem Tempel, Claude Guy Hallé (May von 1686)
- Christus erweckt die Tochter von Jairus zum Leben, Guy Louis Vernansal (May von 1688)
- Die Predigt des Heiligen Johannes der Täufer, Joseph Parrocel (May von 1693)
- Der Heilige Petrus heilt den Gelähmten an der Pforte des Tempels, Louis de Silvestre (May von 1703)
- Christus im Haus von Maria und Martha, Claude Simpol (May von 1704)
- Die Heilung der blutenden Frau, Pierre-Jacques Cazes (May von 1706)

### Skulpturen
- Die Familie von Émile Joseph Nestor Carlier, (1849–1928)
- Rennendes Kind von Jean-Baptiste d’Huez (1729–1773)
- Von Louis-Victor Bougron, besitzt das Museum die Gipsbüsten Fénelon (1651-1715) Erzbischof von Cambrai und Frédégonde

### Kunstobjekte
- Die Engel von Humbert und die Engel von Saudemont sind um 1260–1270 zu datieren. Sie haben eine Höhe von 1,3 m und sind als monuments historique gelistet. Die Originale sind im Museum, während Kopien in der Kirche von Humbert und in einer der Kapellen in Saudemont ausgestellt sind.
- Eine mittelalterliche Totenmaske.
- Das Transi von Guillaume Lefranchois, Arzt und Kanoniker aus Béthune, datiert auf 1446. Das Objekt aus schwarzem Stein stammt aus der Kirche Saint-Barthélémy in Béthune.

Die Engel aus Humbert und die Totenmaske
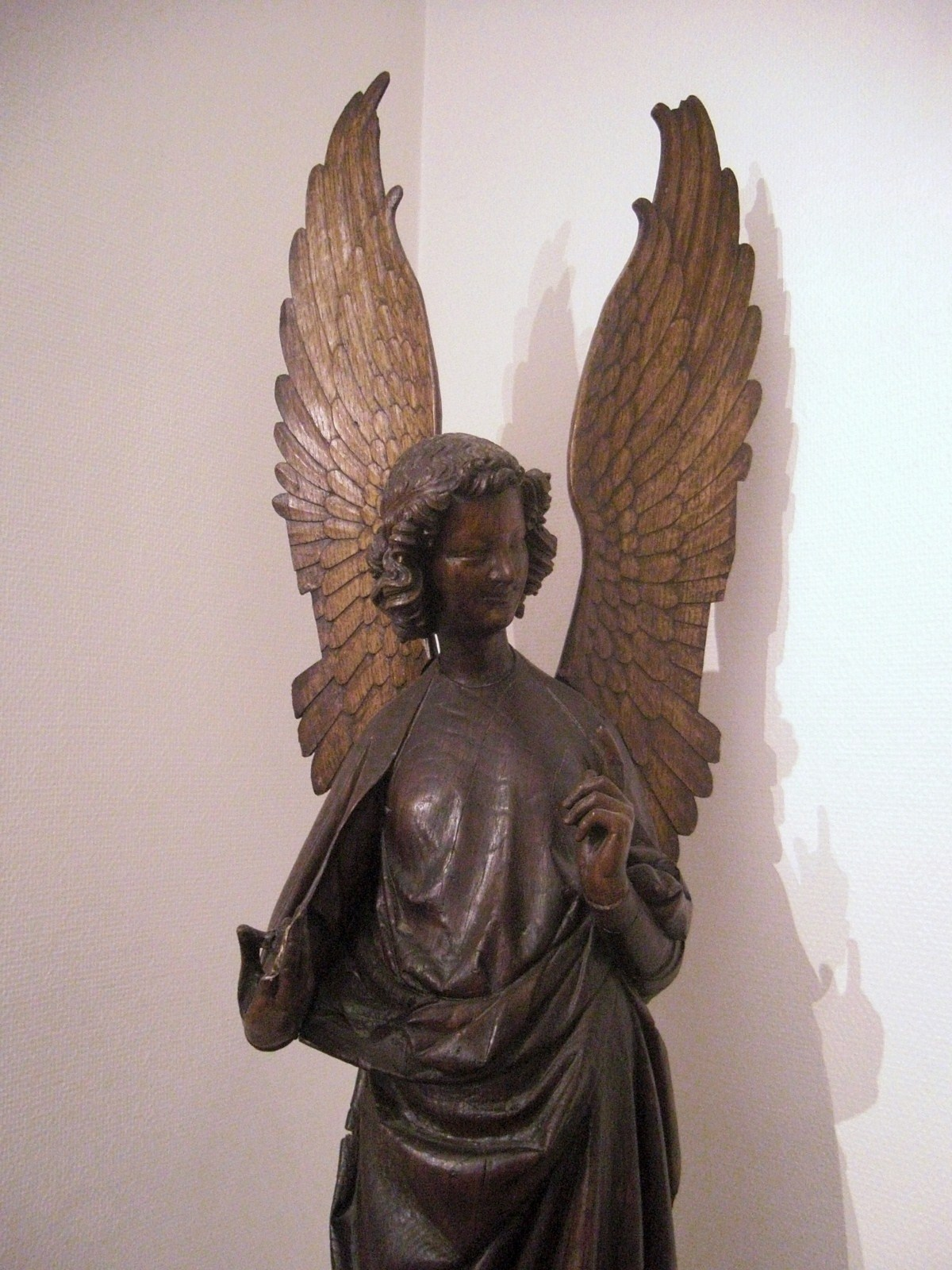
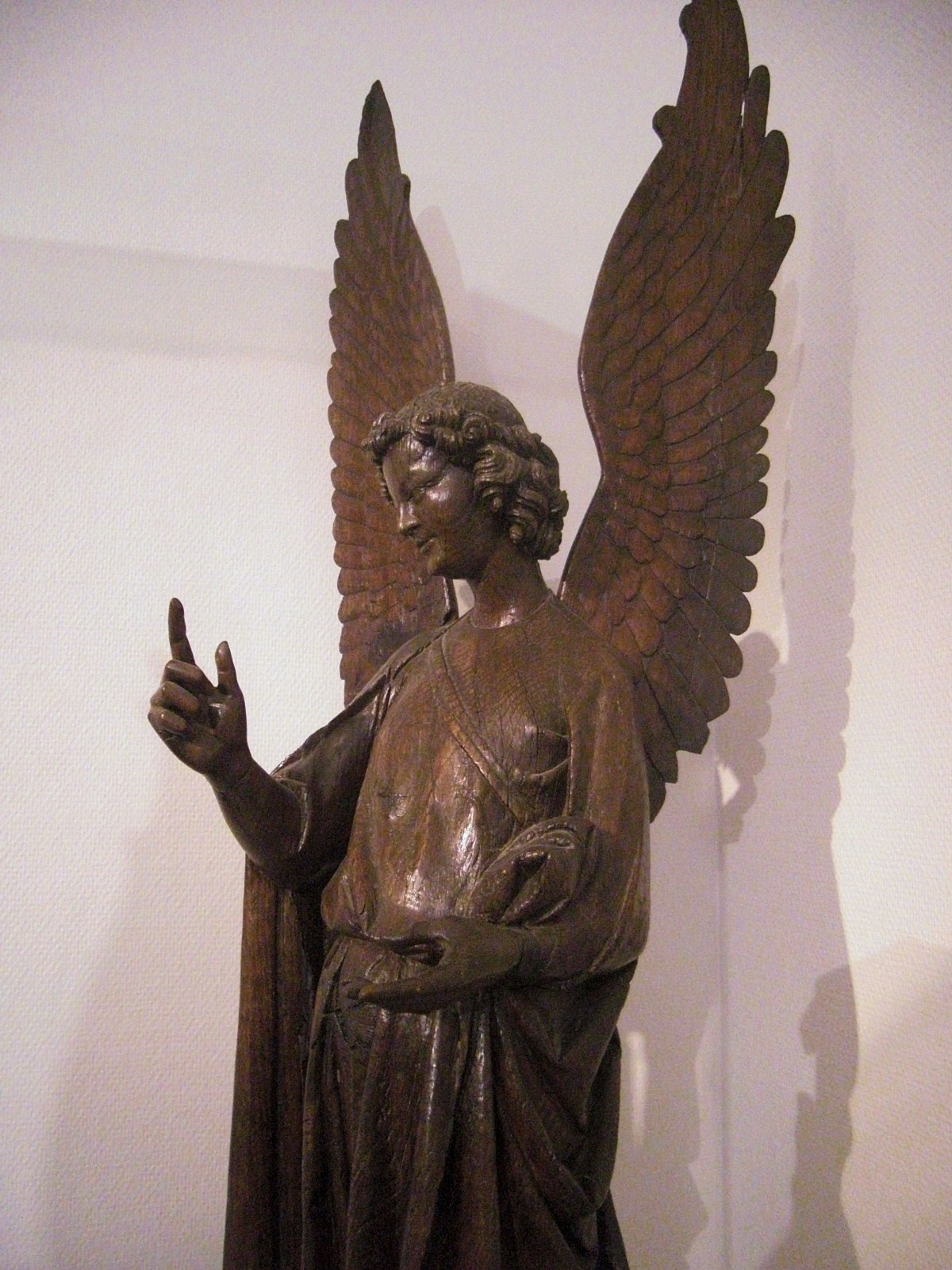
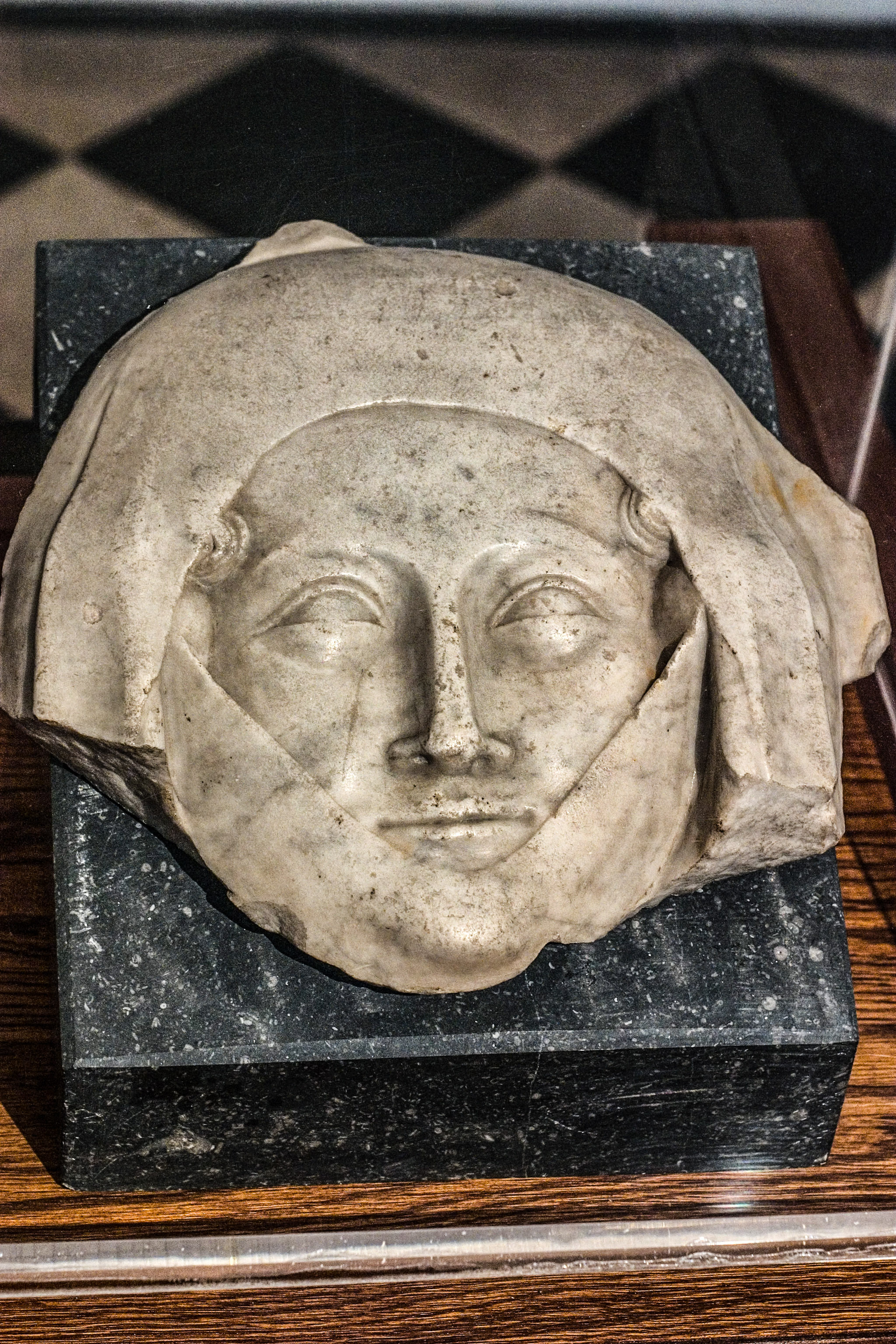

## Besucherzahlen
| 2001   | 2002   | 2003   | 2004   | 2005   | 2006   | 2007   | 2008   | 2009   | 2010   | 2011   | 2012    | 2013    | 2014   | 2015   | 2016   | 2017   | 2018   |
| ------ | ------ | ------ | ------ | ------ | ------ | ------ | ------ | ------ | ------ | ------ | ------- | ------- | ------ | ------ | ------ | ------ | ------ |
| 30.633 | 42.326 | 36.415 | 52.467 | 29.533 | 28.265 | 28.328 | 29.638 | 72.141 | 32.473 | 26.476 | 174.049 | 137.267 | 54.412 | 76.982 | 38.562 | 75.370 | 78.369 |